# Крэндалл, Лорен
Ло́рен Крэ́ндалл (англ. Lauren Crandall, 17 марта 1985, Питтсбург, Пенсильвания, США) — американская хоккеистка (хоккей на траве), защитник. Участница летних Олимпийских игр 2008, 2012 и 2016 годов, серебряный призёр Панамериканского чемпионата 2009 года, двукратная чемпионка Панамериканских игр 2011 и 2015 годов, серебряный призёр Панамериканских игр 2007 года.

## Биография
Лорен Крэндалл родилась 17 марта 1985 года в американском городе Питтсбург.
В 2003 году окончила центральную среднюю школу Бакс-Ист, в 2007 году — университет Уэйк-Форест по специальностям «коммуникации» и «международные исследования». В дальнейшем училась в школе менеджмента Келлер, где получила степень магистра.
В 1998 году начала заниматься хоккеем на траве, учась в средней школе Холиконга, была капитаном школьных команд по хоккею на траве и футболу. Выступала за команду университета в амплуа полузащитника. В 2003—2004 годах дважды выигрывала чемпионат Национальной ассоциации студенческого спорта.
Играла за «Экскалибур».
В 2005 году в составе юниорской сборной США заняла 7-е место на чемпионате мира, забив 10 мячей. В том же году дебютировала в женской сборной США.
В 2008 году вошла в состав женской сборной США по хоккею на траве на летних Олимпийских играх в Пекине, занявшей 8-е место. Играла на позиции защитника, провела 6 матчей, мячей не забивала.
В 2009 году стала серебряным призёром Панамериканского чемпионата.
В 2012 году вошла в состав женской сборной США по хоккею на траве на летних Олимпийских играх в Лондоне, занявшей 12-е место. Играла на позиции защитника, провела 6 матчей, забила 1 мяч в ворота сборной Германии.
В 2016 году вошла в состав женской сборной США по хоккею на траве на летних Олимпийских играх в Рио-де-Жанейро, занявшей 5-е место. Играла на позиции защитника, провела 6 матчей, мячей не забивала.
Дважды выигрывала золотые медали хоккейных турниров Панамериканских игр — в 2011 году в Гвадалахаре и в 2015 году в Торонто. Кроме того, в 2007 году завоевала серебро на Панамериканских играх в Рио-де-Жанейро.
В 2016 году выиграла бронзовую медаль Трофея чемпионов.
В ноябре 2016 года завершила игровую карьеру.
В 2005—2016 годах провела за сборную США 279 матчей.

## Увековечение
В июне 2014 года введена в Зал славы Холиконга.